# Rio Ceapa
O Rio Ceapa é um rio da Romênia, afluente do Titimoiu, localizado no distrito de Buzău.